# Plasma-Sequenzierung
Die Plasma-Sequenzierung (auch Plasma-Seq) bezeichnet Methoden zur Sequenzierung des Genoms aus dem Plasma einer Blutprobe.

## Prinzip
Die Plasma-Seq wird zur Bestimmung von zirkulierender freier DNA, meistens im Rahmen der Diagnostik von Tumoren, eingesetzt. Dabei kommen sogenannte next-generation-Methoden der DNA-Sequenzierung zum Einsatz. Dabei handelt es sich um eine nichtinvasive Methode zur Beurteilung der klonalen Evolution des Tumorgenoms. Durch die Plasma-Sequenzierung können fehlerhafte Therapieentscheidungen gemindert und die Behandlung von Tumoren optimiert werden, sodass eine maximale Wirksamkeit mit geringeren Nebenwirkungen erzielt werden kann. Plasma-Sequenzierung findet in der personalisierten Medizin ihren Einsatz, da sie die Überwachung des Tumorgenoms durch regelmäßige Blutabnahmen ermöglicht.

## Problemstellung und Anwendung
Für die Behandlung von Tumoren, wie zum Beispiel colorektalen Karzinomen und Prostatakarzinomen, ist es im Vorfeld wichtig, Genommutationen des Tumors herauszufinden, da diese die Therapien stark beeinflussen können. Bei colorektalen Entartungen mit einer KRAS-Mutation wirkt zum Beispiel keine Therapie mit monoklonalen Antikörpern, welche auf den Rezeptor des epidermalen Wachstumsfaktors (EGFR) gerichtet sind.  Die Therapien richten sich dabei nach der Ausgangsdiagnose. Es zeigt sich jedoch, dass die Tumore aus noch unerklärlichen Gründen nach einigen Monaten der Behandlung Resistenzen entwickeln können. Da eine Tumorbiopsie eine sehr invasive Methode ist, besteht die Möglichkeit, die zellfreie DNA (cfDNA, cell-free DNA) im Plasma von Krebspatienten zu analysieren. Krebszellen können ihre Tumor-DNA in den Blutkreislauf freisetzen, diese DNA nennt man ctDNA (circulating tumor DNA). Sie ist ein Teil der cfDNA. Mit Hilfe einer Sequenzierung dieser DNA können genetische Mutationen identifiziert werden.

## Diagnostik
Einerseits wird die Methode der Plasma-Sequenzierung verwendet, um therapierelevante Mutationen aufzudecken (dies wird im Plasma jedoch nur dann durchgeführt, wenn kein relevantes Tumorgewebe zur Verfügung steht), andererseits ist die ctDNA nützlich, um tumor-spezifische Mutationen im Blut als Biomarker für Verlaufsbeobachtungen sowie Tumorrezidive frühzeitig zu erkennen.
Die Plasma-Sequenzierung ermöglicht somit die Identifizierung von neuen Mutationen (z. B.: KRAS, MET oder ERBB2) eines Tumors bzw. kann bei der Diagnosefindung eine Hilfestellung sein. Dadurch kann für die betroffenen Patienten eine personen- und zielgerichtete Therapie ermöglicht werden. Durch die Instabilität des Tumorgenoms kann sich der Status von Biomarkern, die für die Einstellung einer Therapie wichtig sind, ändern. Durch frühes Reagieren auf neue Mutationen des Tumors kann man Therapien umstellen und dadurch ein Fortschreiten der Krankheit verhindern oder verzögern.
Ein Nachteil der Plasma-Sequenzierung ist, dass keine zielgerichtete Aussage über die Entstehung des Tumors getroffen werden kann. Eine Differenzierung des Entstehungsortes (des primären Tumorgewebes oder der Metastasen) ist bis dato nicht möglich. Dies liegt daran, dass die ctDNA sowohl vom einen wie auch dem anderen Tumor abstammen kann.

## Durchführung
Bei der Plasma-Sequenzierung handelt es sich um eine next-generation-Sequenzierung. Zu Beginn wird die DNA in der Plasmaprobe aufgereinigt und isoliert. Anschließend werden die Proben für eine Sequenzierung mit Brückensynthese vorbereitet. Dabei wird die Template-DNA fragmentiert und Adaptersequenzen werden an die DNA-Fragmente angefügt, sodass sie an einen Glasobjektträger gebunden sind. Auf diesem Objektträger findet die Sequenzierung statt und durch einen PCR-ähnlichen Schritt werden zyklusweise Cluster aus identischen Molekülen gebildet. Je Zyklus wird genau ein fluoreszenzmarkiertes Nukleotid komplementär zur Template-DNA eingebaut. Das Lichtsignal des Fluorophors kann detektiert und verarbeitet werden und im nächsten Zyklus erfolgt der nächste Einbau eines Nukleotids.
Für eine Analyse benötigt man ein Gerät für eine Sequenzierung, im Speziellen für eine Sequenzierung durch Synthese. Es besteht auch die Möglichkeit einer paired-end-Sequenzierung, welche die Genauigkeit der Analyse erhöhen kann. In diesem Fall werden die DNA-Fragmente von beiden Seiten sequenziert.
Mit einem Instrument für eine Gesamtgenomsequenzierung mit einem hohen Durchsatz und einer Sequenzierungstiefe von 0,1–0,2x aus einer Plasmaprobe kann man bereits innerhalb von zwei Tagen mit geringen Kosten ein genomweites Tumorprofil inklusive Kopiezahlvariationen erstellen.

## Methodenvergleich
Es besteht auch die Möglichkeit, das Tumorgenom durch zirkulierende Tumorzellen (CTC) zu überprüfen. Zirkulierende Tumorzellen werden von primären und metastasierenden Tumoren in die Blutbahn abgegeben und können dann isoliert und charakterisiert werden. Die Genotypen der CTCs ermöglichen Abschätzungen von Medikamentensensitivität sowie Resistenzen und können bei der Entscheidung der Therapie behilflich sein. Zusätzlich können CTCs Aufschluss über die Prognose geben.
|                                                 | CTC-Analyse                                       | ctDNA-Analyse                                                                        |
| ----------------------------------------------- | ------------------------------------------------- | ------------------------------------------------------------------------------------ |
| Ausstattung                                     | spezielle Geräte zur Identifizierung und von CTCs | einfache Blutprobe                                                                   |
| Isolierung                                      | komplexe Isolierung von CTCs                      | keine spezielle Isolierung, sondern eine Standard-DNA-Aufreinigung                   |
| Informationen über Heterogenität und Klonalität | Ja, wenn ausreichend Zellen analysiert sind       | Nein, die Ergebnisse spiegeln den Durchschnitt der ctDNA von allen Tumorzellen wider |

## Verweise
1. ↑  N. Navin, J. Kendall, J. Troge, P. Andrews, L. Rodgers, J. McIndoo, K. Cook, A. Stepansky, D. Levy, D. Esposito, L. Muthuswamy, A. Krasnitz, W. R. McCombie, J. Hicks, und M. Wigler: Tumour evolution inferred by single-cell sequencing. Nature, Band 472, Nr. 7341, Seiten 90–4, Apr. 2011.
2. 1 2 3 4 5 6 7 8 9 10 11 12 13  E. Heitzer, P. Ulz, J. Belic, S. Gutschi, F. Quehenberger, K. Fischereder, T. Benezeder, M. Auer, C. Pischler, S. Mannweiler, M. Pichler, F. Eisner, M. Haeusler, S. Riethdorf, K. Pantel, H. Samonigg, G. Hoefler, H. Augustin, J. B. Geigl, und M. R. Speicher: Tumor-associated copy number changes in the circulation of patients with prostate cancer identified through whole-genome sequencing. Genome Med., Band 5, Nr. 4, p. 30, Jan. 2013.
3. 1 2 3 4 5 6 7 8  K. C. A. Chan, P. Jiang, Y. W. L. Zheng, G. J. W. Liao, H. Sun, J. Wong, S. S. N. Siu, W. C. Chan, S. L. Chan, A. T. C. Chan, P. B. S. Lai, R. W. K. Chiu und Y. M. D. Lo: Cancer genome scanning in plasma: detection of tumor-associated copy number aberrations, single-nucleotide variants und tumoral heterogeneity by massively parallel sequencing. Clin. Chem., Band 59, Nr. 1, Seiten 211–24, Jan. 2013.
4. 1 2  R. J. Leary, M. Sausen, I. Kinde, N. Papadopoulos, J. D. Carpten, D. Craig, J. O’Shaughnessy, K. W. Kinzler, G. Parmigiani, B. Vogelstein, L. A. Diaz und V. E. Velculescu: Detection of chromosomal alterations in the circulation of cancer patients with whole-genome sequencing. Sci. Transl. Med., Band 4, Nr. 162, p. 162ra154, Nov. 2012.
5. 1 2 3  M. Murtaza, S.-J. Dawson, D. W. Y. Tsui, D. Gale, T. Forshew, A. M. Piskorz, C. Parkinson, S.-F. Chin, Z. Kingsbury, A. S. C. Wong, F. Marass, S. Humphray, J. Hadfield, D. Bentley, T. M. Chin, J. D. Brenton, C. Caldas und N. Rosenfeld: Non-invasive analysis of acquired resistance to cancer therapy by sequencing of plasma DNA. Nature, Band 497, Nr. 7447, Seiten 108–12, Mai 2013.
6. 1 2 3 4 5 6 7 8 9 10  S. Mohan, E. Heitzer, P. Ulz, I. Lafer, S. Lax, M. Auer, M. Pichler, A. Gerger, F. Eisner, G. Hoefler, T. Bauernhofer, J. B. Geigl und M. R. Speicher: Changes in colorectal carcinoma genomes under anti-EGFR therapy identified by whole-genome plasma DNA sequencing. PLoS Genet., Band 10, Nr. 3, Seite e1004271, Mar. 2014.
7. 1 2 3 4 5 6 7 8 9  E. Heitzer, M. Auer, P. Ulz, J. B. Geigl und M. R. Speicher: Circulating tumor cells and DNA as liquid biopsies. Genome Med., Band 5, Nr. 8, p. 73, Jan. 2013.
8. ↑  C. S. Karapetis, S. Khambata-Ford, D. J. Jonker, C. J. O’Callaghan, D. Tu, N. C. Tebbutt, R. J. Simes, H. Chalchal, J. D. Shapiro, S. Robitaille, T. J. Price, L. Shepherd, H.-J. Au, C. Langer, M. J. Moore und J. R. Zalcberg: K-ras mutations and benefit from cetuximab in advanced colorectal cancer. N. Engl. J. Med., Band 359, Nr. 17, Seiten 1757–65, Oct. 2008.
9. ↑  E. Van Cutsem, C.-H. Köhne, E. Hitre, J. Zaluski, C.-R. Chang Chien, A. Makhson, G. D’Haens, T. Pintér, R. Lim, G. Bodoky, J. K. Roh, G. Folprecht, P. Ruff, C. Stroh, S. Tejpar, M. Schlichting, J. Nippgen und P. Rougier: Cetuximab and chemotherapy as initial treatment for metastatic colorectal cancer. N. Engl. J. Med., Band 360, Nr. 14, Seiten 1408–17, Apr. 2009.
10. ↑  D. Cunningham, Y. Humblet, S. Siena, D. Khayat, H. Bleiberg, A. Santoro, D. Bets, M. Mueser, A. Harstrick, C. Verslype, I. Chau und E. Van Cutsem: Cetuximab monotherapy and cetuximab plus irinotecan in irinotecan-refractory metastatic colorectal cancer. N. Engl. J. Med., Band 351, Nr. 4, Seiten 337–45, Jul. 2004.
11. ↑  E. Van Cutsem, M. Peeters; S. Siena, Y. Humblet; A. Hendlisz; B. Neyns; J.-L. Canon; J.-L. Van Laethem; J. Maurel; G. Richardson; M. Wolf und R. G. Amado: Open-label phase III trial of panitumumab plus best supportive care compared with best supportive care alone in patients with chemotherapy-refractory metastatic colorectal cancer. J. Clin. Oncol., Band 25, Nr. 13, Seiten 1658–64, Mai 2007.
12. 1 2  F. Diehl, M. Li, D. Dressman, Y. He, D. Shen, S. Szabo, L. A. Diaz, S. N. Goodman, K. A. David, H. Juhl, K. W. Kinzler und B. Vogelstein: Detection and quantification of mutations in the plasma of patients with colorectal tumors. Proc. Natl. Acad. Sci. U. S. A., Band 102, Nr. 45, Seiten 16368–73, Nov. 2005.
13. 1 2  F. Diehl, K. Schmidt, M. A. Choti, K. Romans, S. Goodman, M. Li, K. Thornton, N. Agrawal, L. Sokoll, S. A. Szabo, K. W. Kinzler, B. Vogelstein und L. A. Diaz: Circulating mutant DNA to assess tumor dynamics. Nat. Med., Band 14, Nr. 9, Seiten 985–90, Sep. 2008.
14. 1 2  T. Forshew; M. Murtaza; C. Parkinson; D. Gale; D. W. Y. Tsui; F. Kaper; S.-J. Dawson; A. M. Piskorz; M. Jimenez-Linan; D. Bentley; J. Hadfield; A. P. May; C. Caldas; J. D. Brenton und N. Rosenfeld: Noninvasive identification and monitoring of cancer mutations by targeted deep sequencing of plasma DNA. Sci. Transl. Med., Band 4, Nr. 136, Seite 136ra68, Mai 2012.
15. 1 2 3  E. Heitzer, M. Auer, E. M. Hoffmann, M. Pichler, C. Gasch, P. Ulz, S. Lax, J. Waldispuehl-Geigl, O. Mauermann, S. Mohan, G. Pristauz, C. Lackner, G. Höfler, F. Eisner, E. Petru, H. Sill, H. Samonigg, K. Pantel, S. Riethdorf, T. Bauernhofer, J. B. Geigl und M. R. Speicher: Establishment of tumor-specific copy number alterations from plasma DNA of patients with cancer. Int. J. Cancer, Band 133, Nr. 2, Seiten 346–56, Jul. 2013.
16. 1 2  R. J. Leary, I. Kinde, F. Diehl, K. Schmidt, C. Clouser, C. Duncan, A. Antipova, C. Lee, K. McKernan, F. M. De La Vega, K. W. Kinzler, B. Vogelstein, L. A. Diaz und V. E. Velculescu: Development of personalized tumor biomarkers using massively parallel sequencing. Sci. Transl. Med., Band 2, Nr. 20, p. 20ra14, Feb. 2010.
17. 1 2  D. J. McBride, A. K. Orpana, C. Sotiriou, H. Joensuu, P. J. Stephens, L. J. Mudie, E. Hämäläinen, L. A. Stebbings, L. C. Andersson, A. M. Flanagan, V. Durbecq, M. Ignatiadis, O. Kallioniemi, C. A. Heckman, K. Alitalo, H. Edgren, P. A. Futreal, M. R. Stratton und P. J. Campbell: Use of cancer-specific genomic rearrangements to quantify disease burden in plasma from patients with solid tumors. Genes. Chromosomes Cancer, Band. 49, Nr. 11, Seiten 1062–9, Nov. 2010.
18. ↑  H. Schwarzenbach, D. S. B. Hoon und K. Pantel: Cell-free nucleic acids as biomarkers in cancer patients. Nat. Rev. Cancer, Band 11, Nr. 6, Seiten 426–37, Juni 2011.
19. 1 2  E. Crowley, F. Di Nicolantonio, F. Loupakis und A. Bardelli: Liquid biopsy: monitoring cancer-genetics in the blood. Nat. Rev. Clin. Oncol., Band 10, Nr. 8, Seiten 472–84, Aug. 2013.
20. ↑  L. A. Diaz, R. T. Williams, J. Wu, I. Kinde, J. R. Hecht, J. Berlin, B. Allen, I. Bozic, J. G. Reiter, M. A. Nowak, K. W. Kinzler, K. S. Oliner und B. Vogelstein The molecular evolution of acquired resistance to targeted EGFR blockade in colorectal cancers. Nature, Band 486, Nr. 7404, Seiten 537–40, Juni 2012.
21. ↑  S. Misale, R. Yaeger, S. Hobor, E. Scala, M. Janakiraman, D. Liska, E. Valtorta, R. Schiavo, M. Buscarino, G. Siravegna, K. Bencardino, A. Cercek, C.-T. Chen, S. Veronese, C. Zanon, A. Sartore-Bianchi, M. Gambacorta, M. Gallicchio, E. Vakiani, V. Boscaro, E. Medico, M. Weiser, S. Siena, F. Di Nicolantonio, D. Solit und A. Bardelli: Emergence of KRAS mutations and acquired resistance to anti-EGFR therapy in colorectal cancer. Nature, Band 486, Nr. 7404, Seiten 532–6, Juni 2012.
22. ↑  W. De Roock, B. Claes, D. Bernasconi, J. De Schutter, B. Biesmans, G. Fountzilas, K. T. Kalogeras, V. Kotoula, D. Papamichael, P. Laurent-Puig, F. Penault-Llorca, P. Rougier, B. Vincenzi, D. Santini, G. Tonini, F. Cappuzzo, M. Frattini, F. Molinari, P. Saletti, S. De Dosso, M. Martini, A. Bardelli, S. Siena, A. Sartore-Bianchi, J. Tabernero, T. Macarulla, F. Di Fiore, A. O. Gangloff, F. Ciardiello, P. Pfeiffer, C. Qvortrup, T. P. Hansen, E. Van Cutsem, H. Piessevaux, D. Lambrechts, M. Delorenzi und S. Tejpar: Effects of KRAS, BRAF, NRAS, and PIK3CA mutations on the efficacy of cetuximab plus chemotherapy in chemotherapy-refractory metastatic colorectal cancer: a retrospective consortium analysis. Lancet. Oncol., Band 11, Nr. 8, Seiten 753–62, Aug. 2010.
23. ↑  N. J. Loman, R. V Misra, T. J. Dallman, C. Constantinidou, S. E. Gharbia, J. Wain, und M. J. Pallen: Performance comparison of benchtop high-throughput sequencing platforms. Nat. Biotechnol., Band 30, Nr. 5, Seiten 434–9, Mai 2012.
24. ↑  C. Alix-Panabières und K. Pantel: Circulating tumor cells: liquid biopsy of cancer. Clin. Chem., Band 59, Nr. 1, Seiten 110–8, Jan. 2013.
25. ↑  S. Maheswaran und D. A. Haber: Circulating tumor cells: a window into cancer biology und metastasis. Curr. Opin. Genet. Dev., Band 20, Nr. 1, Seiten 96–9, Feb. 2010.
26. ↑  M. Yu, S. Stott, M. Toner, S. Maheswaran, und D. A. Haber: Circulating tumor cells: approaches to isolation und characterization. J. Cell Biol., Band 192, Nr. 3, Seiten 373–82, Feb. 2011.
27. ↑  M. Cristofanilli, G. T. Budd, M. J. Ellis, A. Stopeck, J. Matera, M. C. Miller, J. M. Reuben, G. V Doyle, W. J. Allard, L. W. M. M. Terstappen, und D. F. Hayes: Circulating tumor cells, disease progression, und survival in metastatic breast cancer. N. Engl. J. Med., Band 351, Nr. 8, Seiten 781–91, Aug. 2004.
28. ↑  M. Cristofanilli, D. F. Hayes, G. T. Budd, M. J. Ellis, A. Stopeck, J. M. Reuben, G. V Doyle, J. Matera, W. J. Allard, M. C. Miller, H. A. Fritsche, G. N. Hortobagyi, und L. W. M. M. Terstappen: Circulating tumor cells: a novel prognostic factor for newly diagnosed metastatic breast cancer., J. Clin. Oncol., Band 23, Nr. 7, Seiten 1420–30, März 2005.
29. ↑  W. J. Allard, J. Matera, M. C. Miller, M. Repollet, M. C. Connelly, C. Rao, A. G. J. Tibbe, J. W. Uhr und L. W. M. M. Terstappen: Tumor cells circulate in the peripheral blood of all major carcinomas but not in healthy subjects or patients with nonmalignant diseases. Clin. Cancer Res., Band 10, Nr. 20, Seiten 6897–904, Okt. 2004.
30. ↑  D. C. Danila, M. Fleisher, und H. I. Scher: Circulating tumor cells as biomarkers in prostate cancer. Clin. Cancer Res., Band 17, Nr. 12, Seiten 3903–12, Juni 2011.
31. ↑  J. S. de Bono, H. I. Scher, R. B. Montgomery, C. Parker, M. C. Miller, H. Tissing, G. V Doyle, L. W. W. M. Terstappen, K. J. Pienta, und D. Raghavan: Circulating tumor cells predict survival benefit from treatment in metastatic castration-resistant prostate cancer. Clin. Cancer Res., Band 14, Nr. 19, Seiten 6302–9, Okt. 2008.